# Madvapura, Hassan
Madvapura là một làng thuộc tehsil Hassan, huyện Hassan, bang Karnataka, Ấn Độ.